# Regimento de Infantaria N.º 13
O Regimento de Infantaria N.º 13 (RI13), com o apelido histórico de Infantaria do Marão, aquartelado em Vila Real, é uma unidade da Estrutura Base do Exército Português. Actualmente o RI13 tem como encargo operacional o de organizar, treinar e manter o 1.º Batalhão de Infantaria da Brigada de Intervenção.

## Historial
A história do Regimento de Infantaria Nº 13 remonta à criação da Companhia, do Terço e do Regimento de Infantaria de Peniche, dos quais descende diretamente. 
O primeiro documento oficial conhecido que se refere explicitamente ao Terço de Peniche é a consulta de 13 de Março de 1698, onde consta a nomeação do Conde de S. João para Comandante do Terço de Peniche, que por essa época é “levantado de novo". Contudo o Terço de Peniche só será criado a sete de Junho de 1698, através do decreto reorganizador da Infantaria e da Cavalaria, com 670 infantes e a gente que tinha aquele presídio, ou seja, a Praça de Guerra de Peniche, tendo sido levantado com base nas companhias de infantaria que, em 1693, faziam já parte da guarnição daquela praça de guerra.
Em 1707, com a publicação das novas ordenanças de D. João V, os Terços passaram a designar-se por Regimentos.
Na sequência da organização do Exército levada a cabo em 1806, os Regimentos passaram a ser numerados, tendo sido atribuído ao Regimento de Peniche o nº 13.
A 15 de Agosto de 1829, D. Miguel determina que os Regimentos sejam novamente designados pelos nomes das terras onde têm os seus quartéis. Apesar desta determinação só produzir efeitos em Abril de 1831, como o RI13 tem já nessa altura o seu quartel permanente na cidade de Leiria toma a designação de “Regimento de Infantaria de Leiria".
Um decreto de 1841 determina para o seu quartel permanente a praça de Chaves onde se conserva como Regimento até 1883.
Por determinação do Ministro da Guerra, o RI13 foi transferido para Vila Real, onde entrou na manhã de 30 de Agosto de 1883. Ficou aquartelado no Convento de S. Francisco, com as secretarias instaladas em casas particulares da família Francisco Botelho, na Rua do Carmo.
As atuais instalações são inauguradas em 15 de Junho de 1952.

### Cronologia

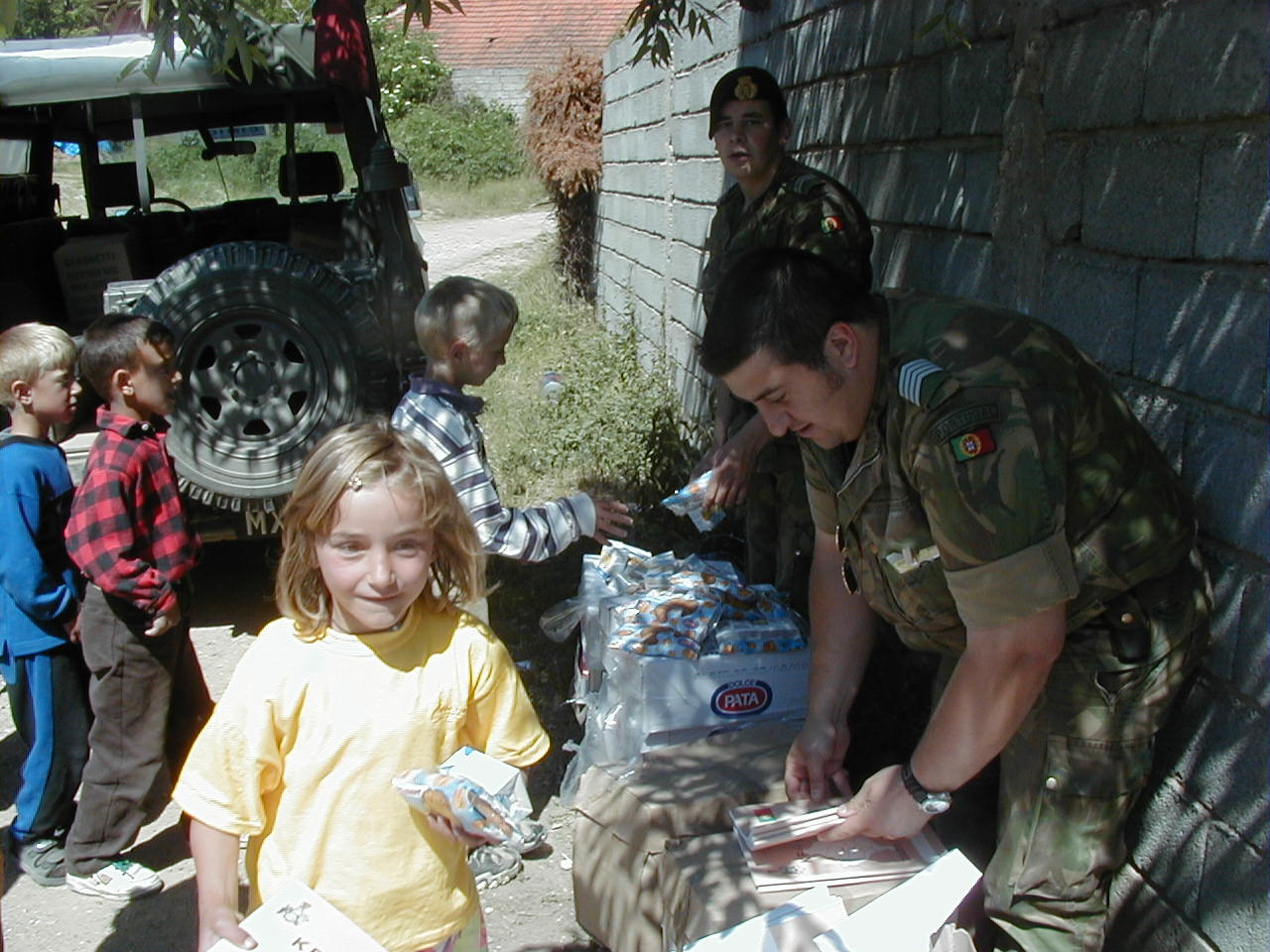
Ajuda humanitária (alimentos e material escolar) a crianças de escola primária, por parte do AgrCHARLIE/BLI, formado no RI13, integrado na Missão de Paz da KFOR/NATO. Local: AOR de Klina (Kosovo), Maio de 2000.

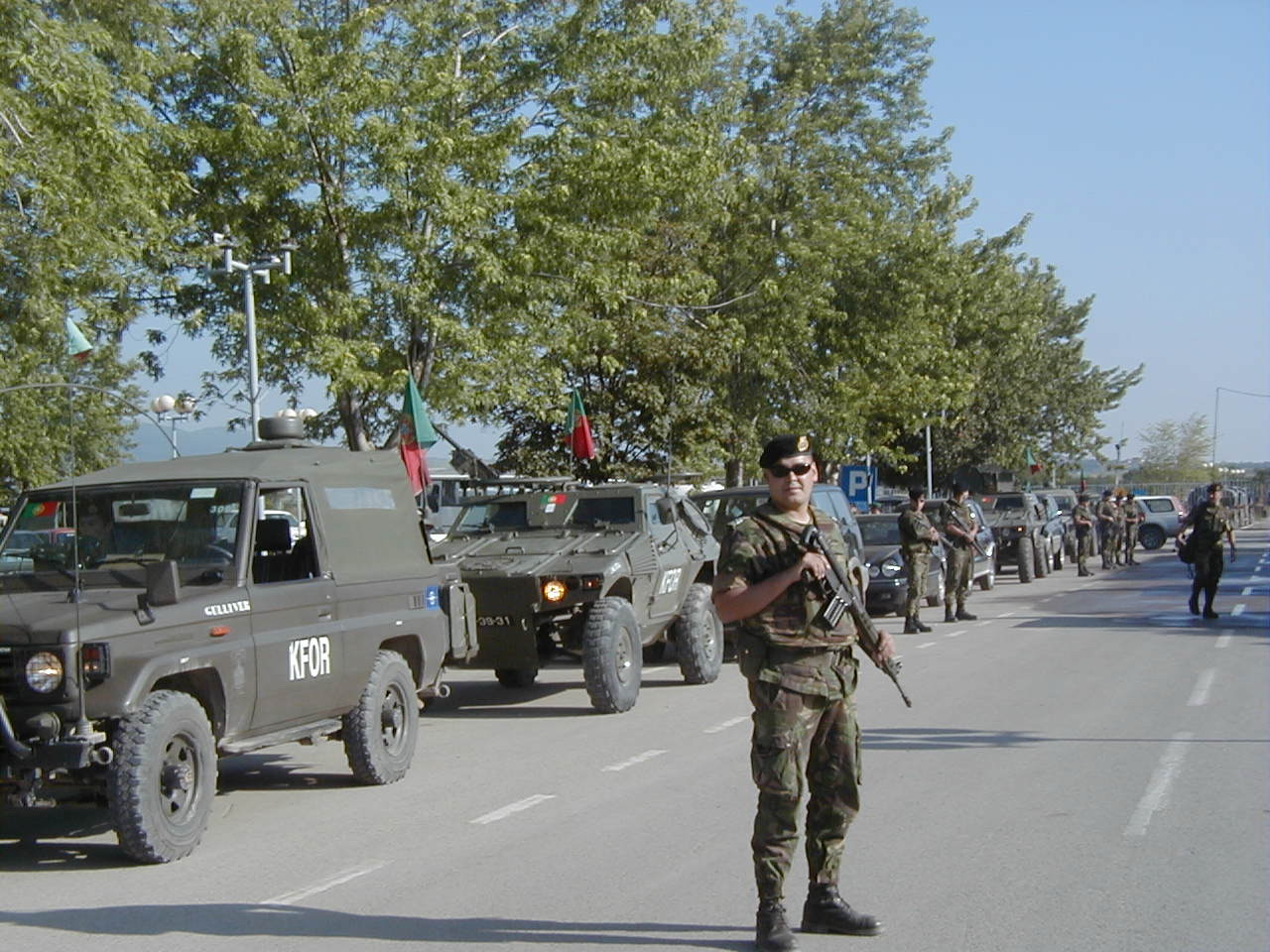
Escolta a Altas Entidades por parte do AgrCHARLIE/BLI, formado no RI13, integrado na Missão de Paz da KFOR/NATO. Local: aeroporto de Pristina (Kosovo), Maio de 2000.

- 1837 - É criado o Batalhão de Infantaria N.º 13 (BI13) aquartelado em Vila Real;
- 1842 - O BI13 passa a Regimento de Infantaria N.º 13 (RI13) e é transferido para Chaves;
- 1888 - O RI13 regressa a Vila Real;
- 1908 - Uma companhia do RI13 é destacada para a Guiné Portuguesa para combater os indígenas revoltados;
- 1917-1918 - Por ocasião da 1ª Guerra Mundial, um dos batalhões do RI13 é integrado no Corpo Expedicionário Português enviado para França onde combate na frente ocidental;
- 1940 - O regimento contribui com uma companhia de atiradores para a formação do Batalhão de Infantaria N.º 68, enviado para Moçambique por ocasião da 2ª Guerra Mundial;
- 1941 - O RI13 mobiliza um batalhão expedicionário para Angola;
- 1943 - O RI13 mobiliza um comando de regimento e um batalhão para o Corpo de Exército concentrado na região do Cartaxo, com a missão de defender Lisboa de um possível ataque alemão;
- 1961-1975 - O RI13 mobiliza mais de 69.000 militares, integrados em diversas unidades expedicionárias que combatem nos três Teatros de Operações da Guerra do Ultramar;
- 1975 - O RI13 passa a denominar-se Regimento de Infantaria de Vila Real (RIVR);
- 1993 - O RIVR volta a denominar-se Regimento de Infantaria N.º 13;
- 1998 - Prepara e envia o Agrupamento Alfa (AgrALFA/BLI) para a Bósnia, integrado na missão de Manutenção de Paz SFOR da NATO;
- 2000 - Prepara e envia o Agrupamento Charlie (AgrCHARLIE/BLI) para o Kosovo, integrado na missão de Imposição de Paz KFOR da NATO;
- 2001 - Prepara e envia o 1º Batalhão de Infantaria (1ºBI/BLI) para Timor, integrado na missão UNTAET da ONU.

## Brasão de Armas
- Escudo - de azul, semeado de estrelas de prata; brocante um guante segurando um decote, ambos de oiro, entre duas montanhas de prata;
- Elmo - militar, de prata, forrado de vermelho, a três quartos para a dextra;
- Correia - de vermelho, perfilada de oiro;
- Paquife e Virol - de azul e de prata;
- Timbre - um lobo saínte; de negro, animado, lampassado e armado de vermelho;
- Condecorações - suspensa do escudo, a Cruz de Guerra de 1ª Classe;
- Divisa - num listel de branco, ondulado, sotoposto ao escudo, em letras negras, maiúsculas, de estilo elzevir: Nem um Passo p´rá Retaguarda;
- Grito de Guerra - num listel de branco, ondulado, sobreposto ao timbre, em letras negras, maiúsculas, de estilo elzevir: "ALEO".

### Simbologia
- O Azul - alude a lealdade e nobreza das gentes de Trás-os-Montes, cujos filhos a unidade arregimenta;
- As Estrelas - representam os cristais de neve e o rigor do clima;
- O Decote seguro por um Guante - representa o "ALEO" com que eram empossados os Capitães de Ceuta, o primeiro dos quais, D. Pedro de Menezes, 1º Conde de Vila Real, de outra arma não necessitava para se haver com o inimigo;
- As Montanhas - significam a terra transmontana;
- O Lobo - caracteriza o soldado de "Infantaria do Marão" e exprime a sua força e ardor no combate.

### Esmaltes
- O Ouro - significa nobreza e força;
- A Prata - significa riqueza e eloquência;
- O Vermelho - significa ardor bélico e valentia;
- O Azul - significa zelo e lealdade;
- O Negro - significa apego à terra e firmeza.